# Lophiostoma winteri
Lophiostoma winteri är en svampart som först beskrevs av Pier Andrea Saccardo, och fick sitt nu gällande namn av Georg Winter 1885. Lophiostoma winteri ingår i släktet Lophiostoma och familjen Lophiostomataceae.  Arten är reproducerande i Sverige. Inga underarter finns listade i Catalogue of Life.